# سیارک ۱۸۱۱۴
سیارک ۱۸۱۱۴ (به انگلیسی: 18114 Rosenbush، نامگذاری:2000NN19) هجده هزار و صد و چهاردهمین سیارک کشف شده‌است که در ۵ ژوئیه ۲۰۰۰ کشف شد.
قدر مطلق سیارک برابر ۴۲.۶ است.